# Becky Sharp (personnage)
 (décembre 2016).
Si vous disposez d'ouvrages ou d'articles de référence ou si vous connaissez des sites web de qualité traitant du thème abordé ici, merci de compléter l'article en donnant les références utiles à sa vérifiabilité et en les liant à la section « Notes et références ».

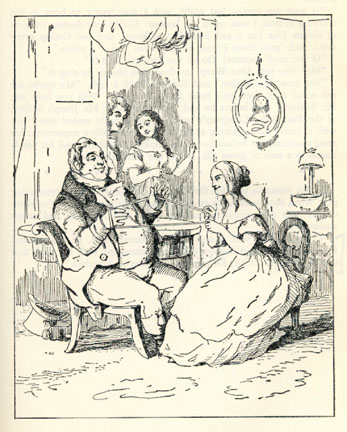
Vanity.Fair. Illustration par Thackeray du chapitre 4 : Becky Sharp flirte avec M. Joseph Sedley.

Rebecca Sharp, dite Becky, est l'anti-héroïne du roman satirique de William Makepeace Thackeray Vanity Fair (La Foire aux vanités) (1847-1848).

## Le personnage
Becky Sharp est une arriviste cynique qui utilise ses charmes pour fasciner puis séduire les hommes de la classe supérieure. Elle contraste totalement avec l'attachante Amelia Sedley dont elle fait connaissance dans une prestigieuse école pour filles où Amelia occupe une place grâce au fait que son père y enseigne. Les deux femmes se lient d'amitié et Becky se sert de son amie comme un tremplin pour  atteindre une bonne position sociale. Becky fonctionne comme une picara — une héroïne picaresque — ou en étant une outsider sociale en mesure de tourner en ridicule les manières de la noblesse supérieure.
Son nom et sa fonction suggèrent que Thackeray la destine à être antipathique.

## Adaptations

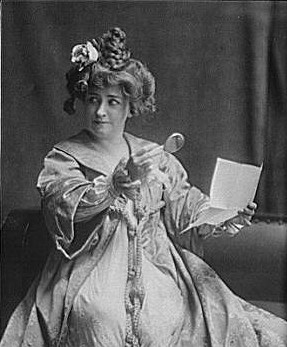
Becky Sharp interprétée par Minnie Maddern Fiske (vers 1910).

Parmi les nombreuses adaptations du roman de Thackeray, deux portent le nom de ce personnage :
- Becky Sharp, la pièce de Langdon Elwyn Mitchell en 1899, dans laquelle le rôle titre était tenu par Minnie Maddern Fiske,
- a été adaptée au cinéma sous le même titre par Rouben Mamoulian en 1935, où Miriam Hopkins le jouait.